# Canthium lucidum
Canthium lucidum là một loài thực vật có hoa trong họ Thiến thảo. Loài này được R.Br. mô tả khoa học đầu tiên năm 1814.